# No puedo más
No puedo más es una canción y el cuarto sencillo oficial del álbum Isla del sol de la cantante y compositora mexicana Yuri. El tema fue escrita por Difelisatti junto con J.R. Florez y publicada bajo el sello discográfico Discos Gamma en octubre de 1988.

## Lista de canciones

### CD - Promo[5]
| No Puedo Más — Single |                               |          |  |
| N.º                   | Título                        | Duración |  |
| 1.                    | «No Puedo Más»                | 3:50     |  |
| 2.                    | «Miel Y Limón (On The Rocks)» | 3:52     |  |

## Posiciones en las listas
| Listas                                   | Posición |
| ---------------------------------------- | -------- |
| Estados Unidos Billboard Hot Latin Songs | 20       |
| Latinoamérica (Top 100)                  | 72       |